# Hôtel Bellepierre
L'Hôtel Bellepierre est un hôtel de l'île de La Réunion, département d'outre-mer français dans le sud-ouest de l'océan Indien. Situé au 91 bis, allée des Topazes à Bellepierre, un quartier de la commune de Saint-Denis, le chef-lieu, il a ouvert le 1er septembre 2004, inauguré par Zinédine Zidane, sous l'enseigne Concorde. En 2006, à la suite du rachat du groupe Concorde, il devient indépendant. 
Doté initialement de 54 chambres et d'une suite panoramique, d'un bar, d'un restaurant gastronomique et d'une piscine, il s'agrandit en 2010 et passe à 85 chambres début 2011, dont deux suites et trois juniors suites. 
L'hôtel est l'un des six établissements de l'île classés quatre étoiles, et le seul du chef-lieu. Fréquenté essentiellement par les hommes d'affaires en semaine, il l'est par les familles et couples le week-end.